# Borgo, Haute-Corse
Borgo là một xã ở tỉnh Haute-Corse trên đảo Corse, Pháp. Xã này có diện tích 37,78 kilômét vuông, dân số năm 1999 là 5002 người. Khu vực này có độ cao 320 mét trên mực nước biển.
Sân bay Bastia-Poretta nằm ở Borgo.